# Cerámica de Opishnia

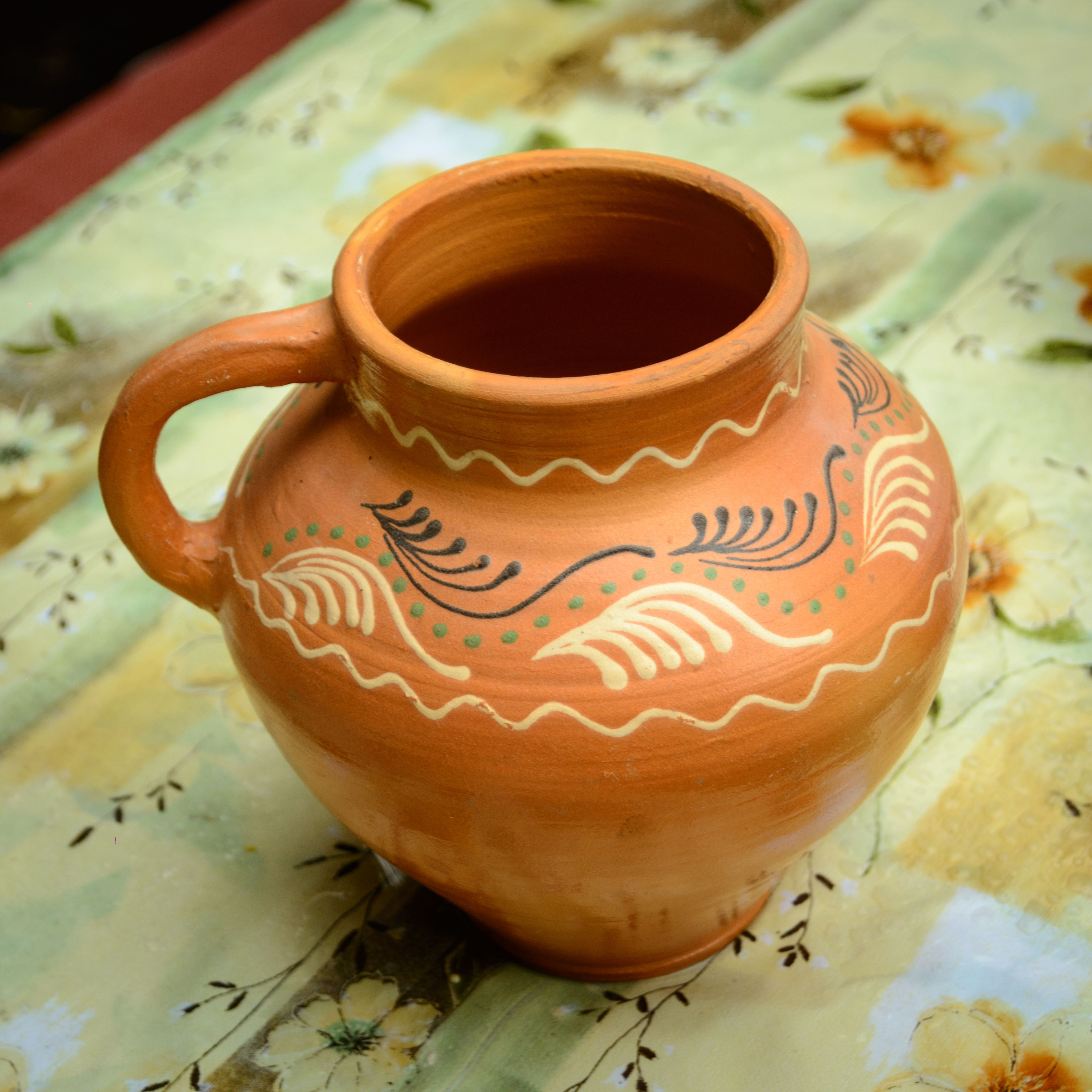
Ejemplo de cerámica de Opishnia

La cerámica de Opishnia, en el óblast de Poltava (Ucrania), está representada por la variada fábrica de este importante foco de la alfarería en todo el país. La cerámica es patrimonio cultural inmaterial de Ucrania.
Según los hallazgos arqueológicos descubiertos en las afueras de Opishna, el territorio del pueblo estuvo habitado ya en la época neolítica y fue entonces cuando la vajilla de cerámica comenzó a utilizarse ampliamente. El desarrollo de la artesanía moderna se remonta a finales del siglo XIX, cuando la mayoría de la población de Opishnia se dedicaba a la producción de jarras decorativas únicas. Los productos cerámicos modernos de Opishnia han conservado una rica variedad de formas, entre las que, junto a las tradicionales nacionales, han aparecido varias nuevas: jarrones, platos decorativos, etc.

## Historia

### SigloXIX
El dispositivo más importante en el trabajo de un alfarero era el torno. Hasta finales del siglo XIX, los alfareros de Opishnia todavía utilizaban ruedas de Silesia (más arcaicas), pero los maestros utilizaban sobre todo las de Valaquia. Se componía de tres partes principales: un círculo superior de madera - la "parte superior", un círculo inferior - la "falda", que estaban conectados entre sí por un eje - el "huso", hecho de madera dura. En 1893, 288 alfareros trabajaban en Opishnia. Para la mayoría de ellos, la cerámica era su única fuente de ingresos.

### SigloXX
A lo largo del siglo XX, el arte cerámico de Opishnia respondió activamente a las innovaciones en la vida social y artística del estado.Los años 1926-1941 fueron un período importante para el pueblo: entonces se crearon los artels de alfarería ("Ceramistas Artísticos", "Alfareros Rojos"), que más tarde se transformaron en fábricas. En esa época también funcionaban la Escuela Industrial y Artesanal de Cerámica de Opishnya (1925-1926), la Escuela Industrial de Cerámica de Opishnia (1927-1933) y la Escuela de Maestros Cerámicos Artísticos de Opishnia (1936-1941). Estas escuelas de cerámica fueron líderes en la introducción de innovaciones en el proceso tecnológico de producción de cerámica.
Antes de retirarse en la Segunda Guerra Mundial, las tropas soviéticas destruyeron una fábrica de cerámica y en 1942 la planta fue restaurada. En el taller de cerámica de Opishnia trabajaban en 30 ruedas más de 130 trabajadores, en su mayoría mujeres y personas no aptas para el servicio militar. Después de la liberación del pueblo de los ocupantes alemanes, el 19 de octubre de 1943, algunos de los estudiantes que permanecieron en Opishnia fueron movilizados al frente, lo que tuvo un impacto negativo en la continuación de la artesanía alfarera. Durante la reconstrucción de la posguerra, hubo un resurgimiento temporal del artel y la cerámica artesanal en la mayoría de los centros de Ucrania, incluido Opishnia. Sin embargo, a mediados de la década de 1950, la necesidad de vajilla de barro había disminuido notablemente, lo que se explicaba por la gasificación de los asentamientos y la producción de vajilla de metal y loza. Todo esto condujo al declive de la mayoría de los centros alfareros de Ucrania.

### SigloXXI
A principios de siglo, las cerámicas de Opishnya eran populares sólo como souvenirs. Esto es aprovechado por comerciantes que venden falsificaciones de China, Turquía y el óblast de Donetsk bajo la marca cerámica de Opishnia.
Desde 2002, en el antiguo local del "Art Ceramicher" funciona una pequeña empresa privada, "Goncharny Krug", que emplea a unas 40 personas.

## Técnica
Los alfareros de Opishnia crean sus productos sin bocetos previos. La cerámica está hecha de un tipo de arcilla local, que tiene un color grisáceo y al cocerse adquiere un tono amarillo claro. La cerámica pasa por un ciclo de producción de 40 días. Primero se amasa la arcilla utilizando un equipo especial. Después de unos días, el maestro comienza a dar forma al producto en el torno de alfarero. Algunos accesorios pequeños (manijas, caños, soportes) se moldean en moldes de yeso y luego se adhieren con arcilla líquida. Después del moldeo, la arcilla se seca durante una semana en condiciones naturales, sin calefacción ni ventilación adicionales. Luego, el producto se cuece en un horno a 850 a 900 °C, después de lo cual se esmalta o se pinta, y luego se cuece nuevamente a la misma temperatura. Existen ligeras diferencias en la tecnología de fabricación: algunas ollas se pintan antes de la primera cocción. Los cuencos se fabrican en máquinas con husillo especiales. Al realizar una fístula es importante que haya aire en su interior.

## Galería

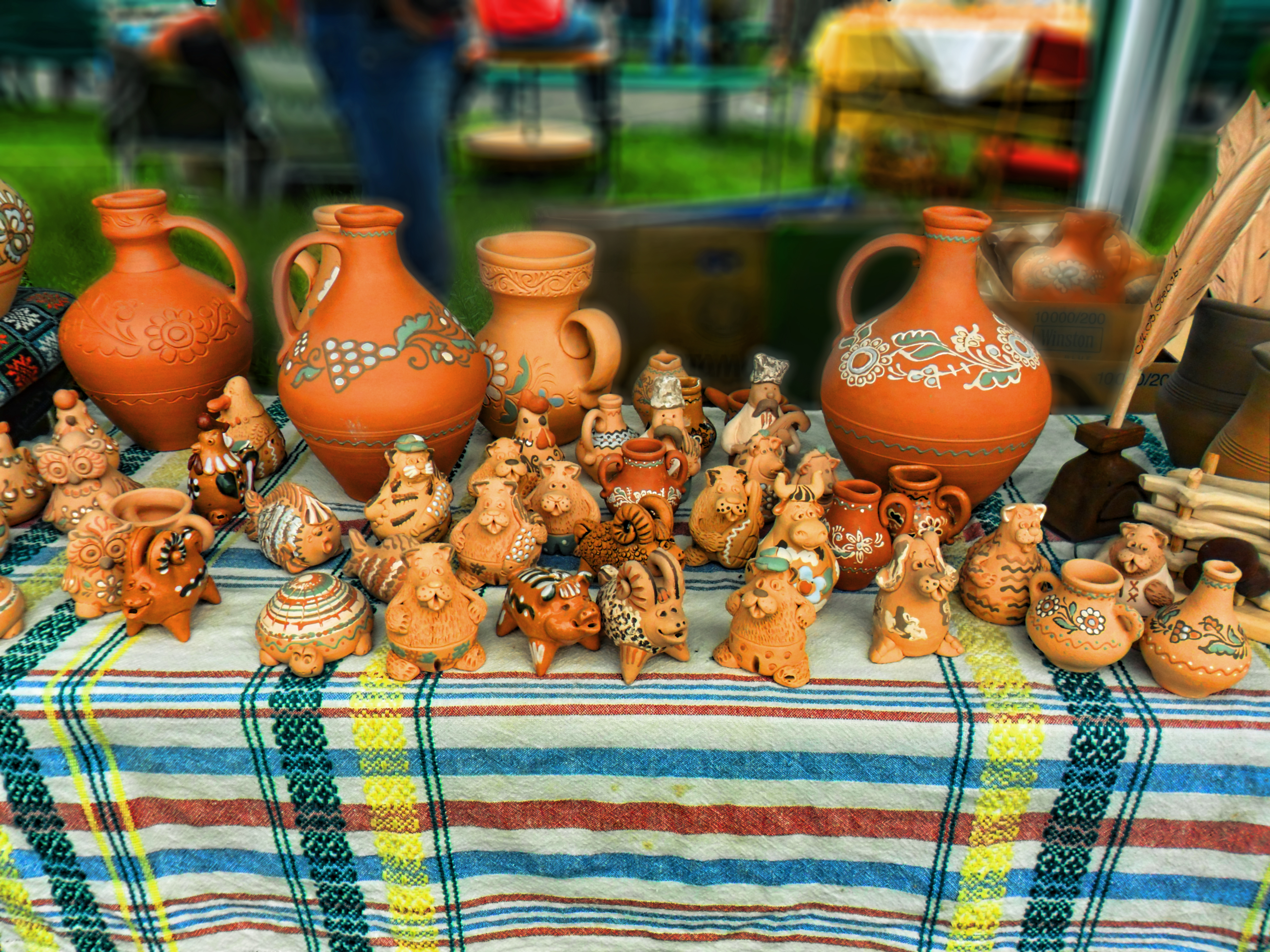
Objetos cerámicos de Opishnia
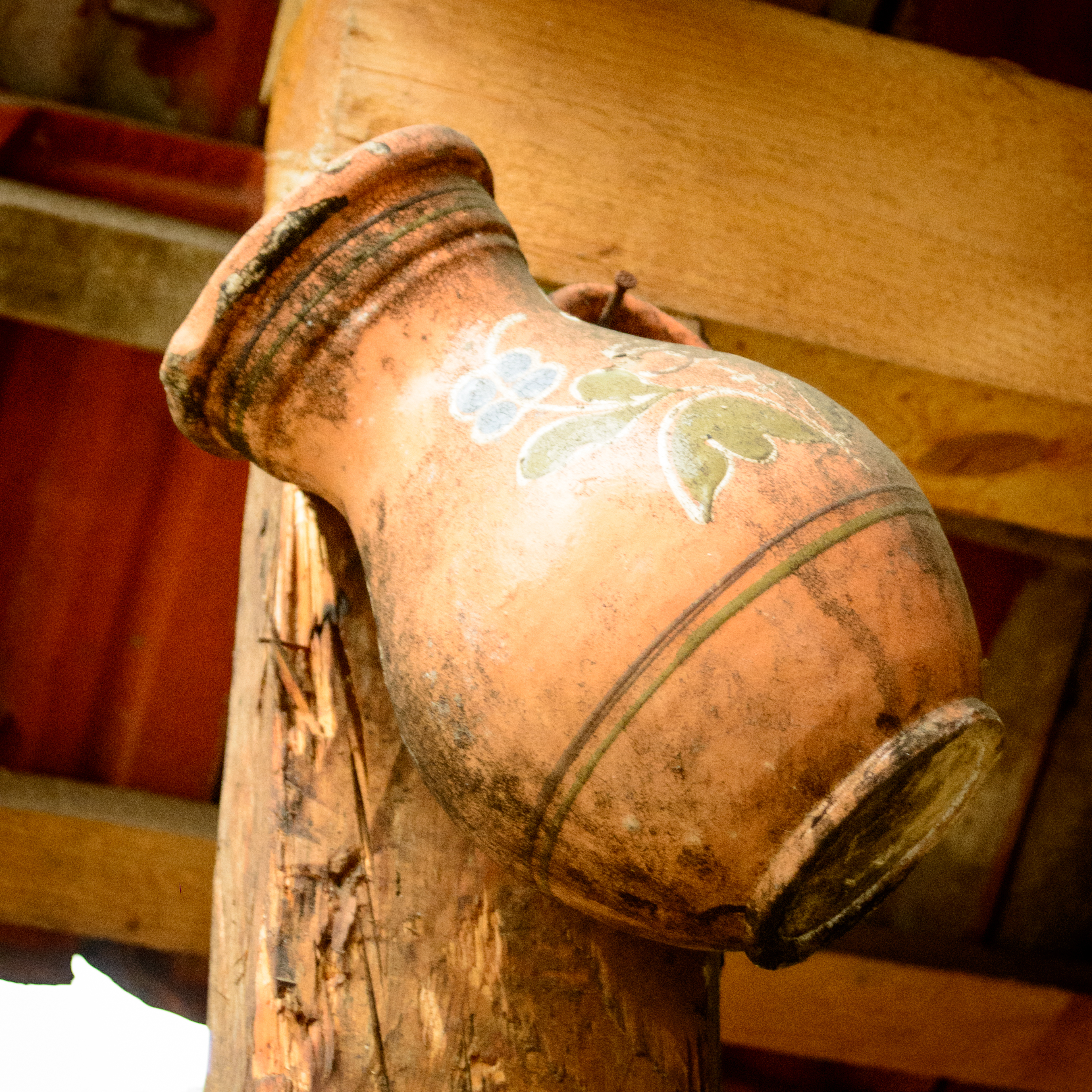
Jarrón de cerámica de Opishnia
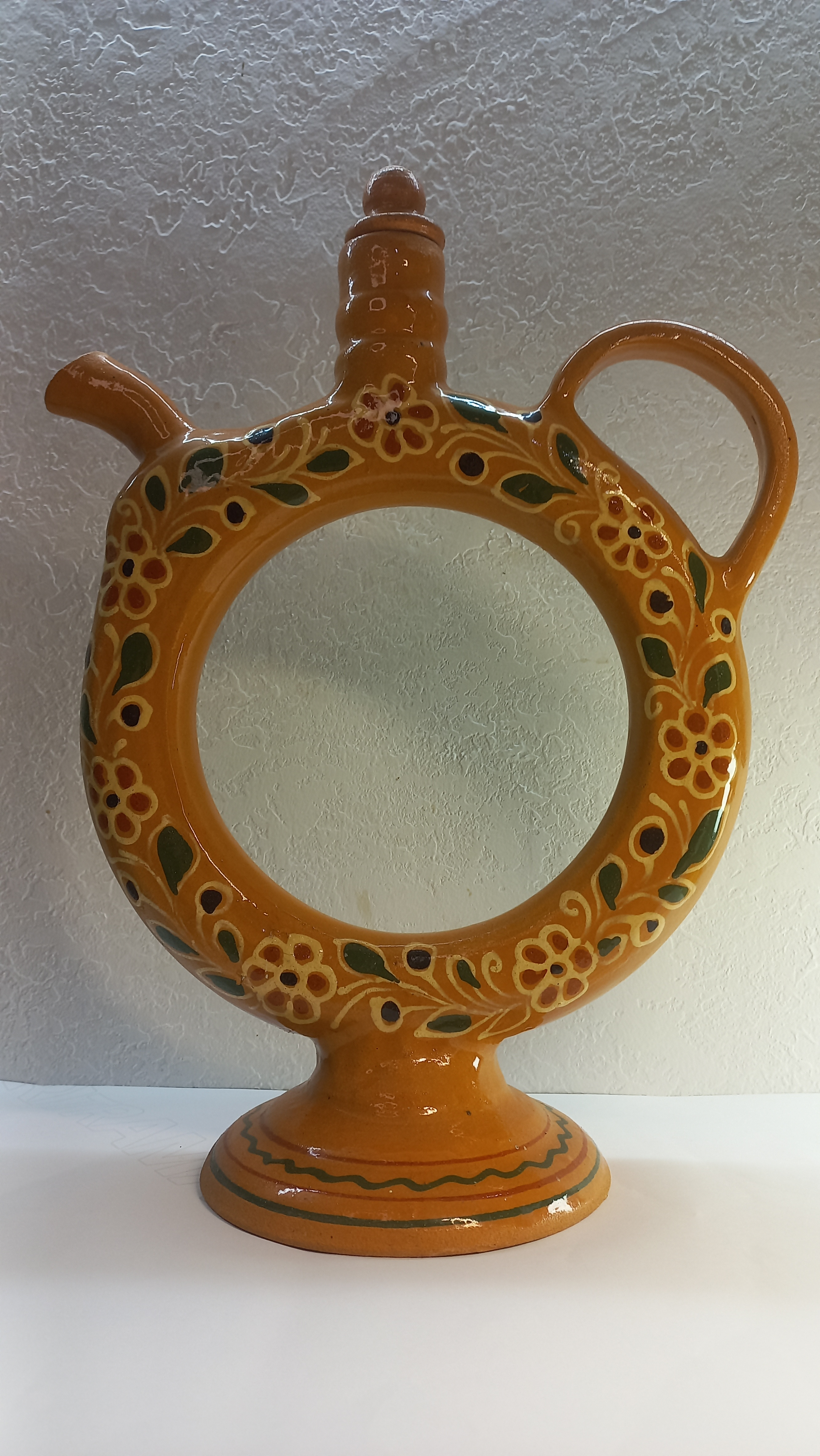
Kumanets